# Scudda Hoo! Scudda Hay!
Scudda Hoo! Scudda Hey is een film uit 1948 onder regie van F. Hugh Herbert.

## Verhaal
Een knecht moet voor zijn baas een paar muilezels kopen. De dieren zijn niet echt gemakkelijk en hij is gedwongen de beesten te temmen. Ook komt hij een meisje tegen op wie hij verliefd wordt.

## Rolverdeling
| Acteur          | Personage                |
| --------------- | ------------------------ |
| June Haver      | Rad McGill               |
| Lon McCallister | Snug Dominy              |
| Walter Brennan  | Tony Maule               |
| Anne Revere     | Judith Dominy            |
| Natalie Wood    | Bean McGill              |
| Robert Karnes   | Stretch Dominy           |
| Henry Hull      | Milt Dominy              |
| Marilyn Monroe  | Vrouw in kano (figurant) |